# 근접분비 신호전달

인접한 세포 사이의 노치 매개 근접분비 신호전달

근접분비 신호전달(近接分泌信號傳達, 영어: juxtacrine signaling)은 생물학에서 긴밀한 접촉이 필요한 다세포 생물에서 일종의 세포-세포 신호전달 또는 세포-세포외 기질 신호전달이다. 접촉 의존적 신호전달(接觸依存的信號傳達, 영어: contact-dependent signaling)이라고도 한다. 이러한 유형의 신호전달에서는 한 표면의 리간드가 다른 인접한 표면의 수용체와 결합한다. 따라서 이는 세포외 공간으로의 확산에 의해 신호전달 분자를 방출하는 것, 막 나노튜브 및 사이토넴('브릿지'와 유사)과 같은 장거리 도관의 사용이나 엑소좀이나 미세소포('보트'와 유사)와 같은 세포외 소포의 사용과 대조된다. 근접분비 신호전달에는 다음과 같이 3가지 유형이 있다.
1. 막 결합 리간드(단백질, 올리고당, 지질)와 인접한 두 세포의 막 단백질이 상호작용한다.
2. 통신 연접부는 인접한 두 세포의 세포내 구획을 연결하여 상대적으로 작은 분자의 이동을 허용한다.
3. 세포외 기질인 당단백질과 막 단백질은 상호작용한다.

또한 세균과 같은 단세포 생물에서 근접분비 신호전달은 막 접촉에 의한 상호작용을 의미한다.

## 같이 보기
- 세포 접착
- 세포 접착 분자
- 자기분비 신호전달
- 주변분비 신호전달
- 내분비계